# Agy
Agy is een gemeente in het Franse departement Calvados (regio Normandië) en telt 259 inwoners (2005). De plaats maakt deel uit van het arrondissement Bayeux.

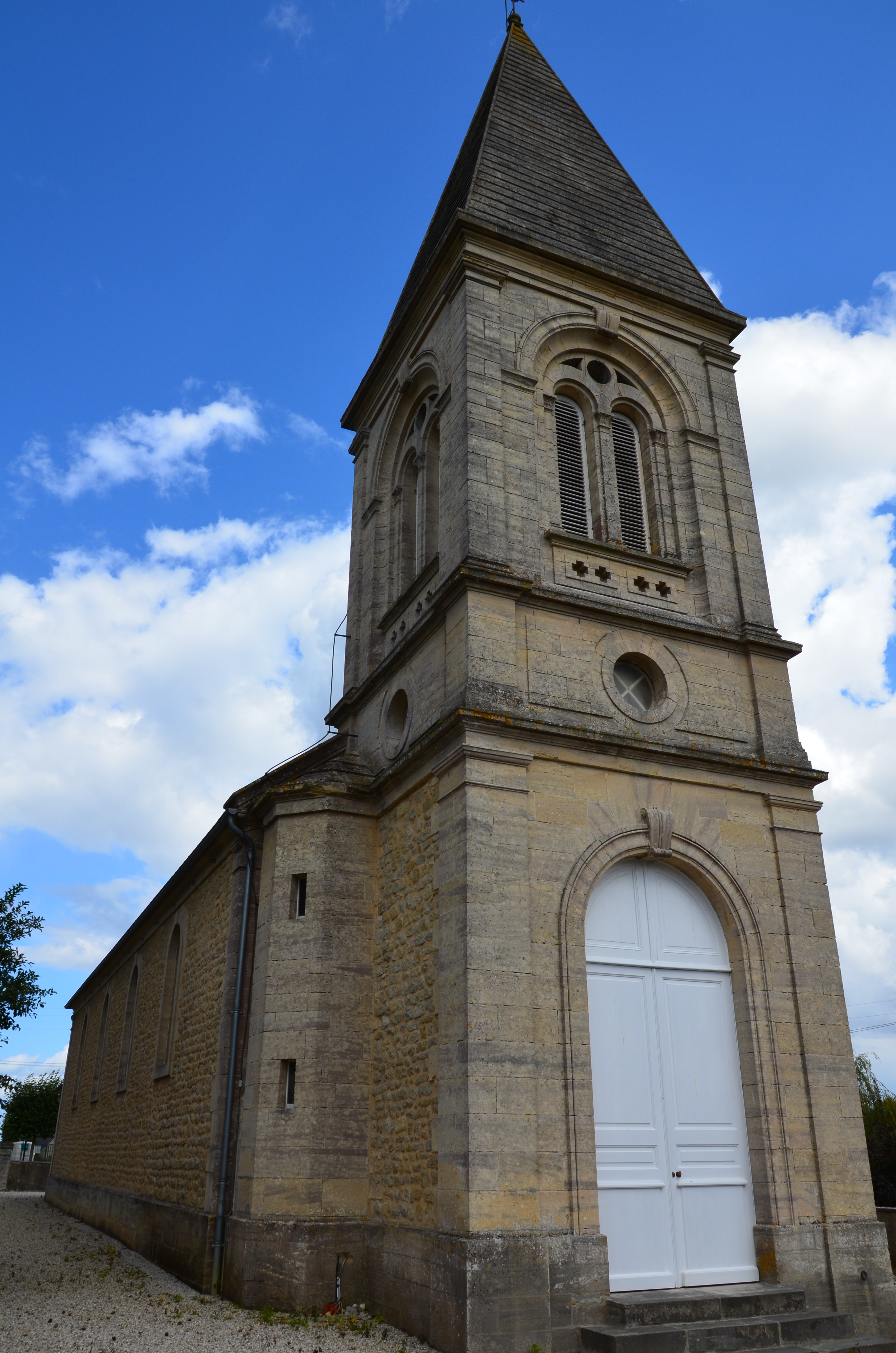
Kerk Saint-Vigor, Agy

## Geografie
De oppervlakte van Agy bedraagt 4,2 km², de bevolkingsdichtheid is 61,7 inwoners per km².
De onderstaande kaart toont de ligging van Agy met de belangrijkste infrastructuur en aangrenzende gemeenten.

## Demografie
Onderstaande figuur toont het verloop van het inwonertal (bron: INSEE-tellingen).

Vanwege een beveiligingsprobleem met de MediaWiki Graph-software is het momenteel niet mogelijk deze grafiek weer te geven. Zodra de software is bijgewerkt zal de grafiek vanzelf weer zichtbaar worden.
1. ↑  Populations de référence 2022.